# Margret Göbl
Margret Göbl (Nurembergue, 26 de junho de 1938 – Essen, 21 de junho de 2013) foi uma patinadora artística alemã, que competiu em provas de duplas representando a Alemanha Ocidental. Com Franz Ningel foi medalhista de bronze no Campeonato Mundial de 1962, conquistou três medalhas, uma de prata e duas de bronze, em campeonatos europeus, e foi por três vezes campeã alemã.

## Principais resultados

### Com Franz Ningel
| Resultados                                            | Resultados       | Resultados        | Resultados       | Resultados        | Resultados    | Resultados    | Resultados    | Resultados    | Resultados    | Resultados    | Resultados    | Resultados    |
| Internacional                                         | Internacional    | Internacional     | Internacional    | Internacional     | Internacional | Internacional | Internacional | Internacional | Internacional | Internacional | Internacional | Internacional |
| Evento/Temporada                                      | 1958– 1959       | 1959– 1960        | 1960– 1961       | 1961– 1962        |               |               |               |               |               |               |               |               |
| ----------------------------------------------------- | ---------------- | ----------------- | ---------------- | ----------------- | ------------- | ------------- | ------------- | ------------- | ------------- | ------------- | ------------- | ------------- |
| Jogos Olímpicos                                       |                  | 5.ª               |                  |                   |               |               |               |               |               |               |               |               |
| Campeonato Mundial                                    | 5.ª              | 4.ª               |                  | Medalha de bronze |               |               |               |               |               |               |               |               |
| Campeonato Europeu                                    | 4.ª              | Medalha de bronze | Medalha de prata | Medalha de bronze |               |               |               |               |               |               |               |               |
| Nacional                                              |                  |                   |                  |                   |               |               |               |               |               |               |               |               |
| Campeonato Alemão                                     | Medalha de prata | Medalha de ouro   | Medalha de ouro  | Medalha de ouro   |               |               |               |               |               |               |               |               |
|                                                       |                  |                   |                  |                   |               |               |               |               |               |               |               |               |
| Legenda: Competição não foi disputada nesta temporada |                  |                   |                  |                   |               |               |               |               |               |               |               |               |